# Национальный фронт (Бельгия)
Национальный фронт (фр. Le Front national) — политическая партия в Бельгии, действовавшая во Французском сообществе, а также во фламандском округе Халле-Вилворде. Основой идеологии партии был бельгийский национализм: партия выступала в поддержку единой Бельгии и активно пропагандировала свои идеи, в том числе и во Фландрии. Кроме того, партия выступала за ужесточение иммиграционной политики.
Партия была основана Даниэлем Фере в 1985 году. В 1991 году партия получила 1,1% голосов, что позволило ей провести одного своего члена в Палату представителей. Наивысший результат был достигнут партией в 1995 году, когда партия получила два депутатских мандата. Начиная с 2003 года партия представлена одним депутатом в Сенате. В 1994-1999 годах партия имела своего представителя в Европарламенте.
Согласно последним предвыборным опросам, перед парламентскими выборами 13 июня 2010 года партия делила пятое место по популярности в Валлонии и занимала шестое место в Брюсселе, однако по результатам выборов в парламент не прошла, набрав 33 591 (0,53%) голосов.
В январе 2012 года лидер Национального фронта Франции Марин Ле Пен добилась запрещения деятельности бельгийского Национального фронта (обе партии имели одинаковое название и схожую политическую платформу).